# Cornwall (Isola del Principe Edoardo)
Cornwall è un comune (town) del Canada, situato nella provincia dell'Isola del Principe Edoardo.